# 楚凡语
楚凡语（俄语：Чуванский язык）是西伯利亚尤卡吉尔语系中一门已消亡的语言，是该语系现存两门语言所组成的方言连续体中的一部分。楚凡语可能最迟在18世纪时还有人使用。楚凡语通行于楚凡人之间，曾广阔分布在阿纳德尔河下游地区。现在保存有22个句子的翻译和210个单词。